# Lista procesorów Athlon II

## Seria K10.5

### Athlon II X2 "Regor" (C2, C3, 45nm)
- Wszystkie modele wspierają: MMX, SSE, SSE2, SSE3, SSE4a, Enhanced 3DNow!, NX bit, AMD64 (implementacja x86-64), Cool'n'Quiet, AMD Virtualization''

| Model             | Stepping | Częstotliwość | Cache L2   | Cache L3 | HT       | Mnożnik | Napięcie      | TDP1) | Gniazdo    | Data wprowadzenia | Oznaczenie    |
| ----------------- | -------- | ------------- | ---------- | -------- | -------- | ------- | ------------- | ----- | ---------- | ----------------- | ------------- |
| Athlon II X2 215  | C2       | 2700 MHz      | 2x 512 KiB | N/A      | 2000 MHz | 13,5x   | 0.85 - 1.425V | 65 W  | Socket AM3 |                   | ADX215OCK22GQ |
| Athlon II X2 235e | C2       | 2700 MHz      | 2x 1 MiB   | N/A      | 2000 MHz | ?x      | ? V           | 45 W  | Socket AM3 |                   |               |
| Athlon II X2 240e | C2       | 2800 MHz      | 2x 1 MiB   | N/A      | 2000 MHz | ?x      | ? V           | 45 W  | Socket AM3 |                   |               |
| Athlon II X2 240  | C2       | 2800 MHz      | 2x 1 MiB   | N/A      | 2000 MHz | 14x     | 0.85 - 1.425V | 65 W  | Socket AM3 | 23 lipca 2009     | ADX240OCK23GQ |
| Athlon II X2 245  | C2       | 2900 MHz      | 2x 1 MiB   | N/A      | 2000 MHz | 14,5x   | 0.85 - 1.425V | 65 W  | Socket AM3 | 23 lipca 2009     | ADX245OCK23GQ |
| Athlon II X2 245  | C3       | 2900 MHz      | 2x 1 MiB   | N/A      | 2000 MHz | 14,5x   | 0.85 - 1.425V | 65 W  | Socket AM3 |                   | ADX245OCK23GM |
| Athlon II X2 250  | C2       | 3000 MHz      | 2x 1 MiB   | N/A      | 2000 MHz | 15x     | 0.85 - 1.425V | 65 W  | Socket AM3 | 2 czerwca 2009    | ADX250OCK23GQ |
| Athlon II X2 250  | C3       | 3000 MHz      | 2x 1 MiB   | N/A      | 2000 MHz | 15x     | 0.85 - 1.425V | 65 W  | Socket AM3 |                   | ADX250OCK23GM |
| Athlon II X2 255  | C3       | 3100 MHz      | 2x 1 MiB   | N/A      | 2000 MHz | 15,5x   | 0.85 - 1.425V | 65 W  | Socket AM3 |                   | ADX255OCK23GM |

### Athlon II X3 "Rana" (C2, C3, 45nm)
- Wszystkie modele wspierają: MMX, SSE, SSE2, SSE3, SSE4a, Enhanced 3DNow!, NX bit, AMD64 (implementacja x86-64), Cool'n'Quiet, AMD Virtualization

| Model             | Stepping | Częstotliwość | Cache L2    | Cache L3 | HT       | Mnożnik | Napięcie      | TDP1) | Gniazdo    | Data wprowadzenia    | Oznaczenie    |
| ----------------- | -------- | ------------- | ----------- | -------- | -------- | ------- | ------------- | ----- | ---------- | -------------------- | ------------- |
| Athlon II X3 400e | C2       | 2200 MHz      | 3 x 512 KiB | N/A      | 2000 MHz | 11x     | 1,25 V        | 45 W  | Socket AM3 | 20 października 2009 | AD400EHDK32GI |
| Athlon II X3 405e | C2       | 2300 MHz      | 3 x 512 KiB | N/A      | 2000 MHz | 11,5x   | 1,25 V        | 45 W  | Socket AM3 | 20 października 2009 | AD405EHDK32GI |
| Athlon II X3 405e | C3       | 2300 MHz      | 3 x 512 KiB | N/A      | 2000 MHz | 11,5x   | 1,25 V        | 45 W  | Socket AM3 |                      | AD405EHDK32GM |
| Athlon II X3 425  | C2       | 2700 MHz      | 3 x 512 KiB | N/A      | 2000 MHz | 13,5x   | 1,25 V        | 95 W  | Socket AM3 | 20 października 2009 | ADX425WFK32GI |
| Athlon II X3 435  | C2       | 2900 MHz      | 3 x 512 KiB | N/A      | 2000 MHz | 14,5x   | 0,875–1,425 V | 95 W  | Socket AM3 | 20 października 2009 | ADX435WFK32GI |
| Athlon II X3 435  | C3       | 2900 MHz      | 3 x 512 KiB | N/A      | 2000 MHz | 14,5x   | 0,875–1,425 V | 95 W  | Socket AM3 |                      | ADX435WFK32GM |
| Athlon II X3 440  | C3       | 3000 MHz      | 3 x 512 KiB | N/A      | 2000 MHz | 15x     | 0,875–1,425 V | 95 W  | Socket AM3 |                      | ADX440WFK32GM |
| Athlon II X3 445  | C3       | 3100 MHz      | 3 x 512 KiB | N/A      | 2000 MHz | 15,5x   | 0,875–1,425 V | 95 W  | Socket AM3 | 10 maja 2010         | ADX445WFK32GM |
| Athlon II X3 450  | C3       | 3200 MHz      | 3 x 512 KiB | N/A      | 2000 MHz | 16x     | 0,875–1,425 V | 95 W  | Socket AM3 | 21 września 2010     | ADX450WFK32GM |
| Athlon II X3 455  | C3       | 3300 MHz      | 3 x 512 KiB | N/A      | 2000 MHz | 16,5x   | 0,875–1,425 V | 95 W  | Socket AM3 | 7 grudnia 2010       | ADX455WFK32GM |

### Athlon II X4 "Propus" (C2, C3, 45nm)
- Wszystkie modele wspierają: MMX, SSE, SSE2, SSE3, SSE4a, Enhanced 3DNow!, NX bit, AMD64 (implementacja x86-64), Cool'n'Quiet, AMD Virtualization

| Model             | Stepping | Częstotliwość | Cache L2    | Cache L3 | HT       | Mnożnik | Napięcie     | TDP1) | Gniazdo    | Data wprowadzenia    | Oznaczenie    |
| ----------------- | -------- | ------------- | ----------- | -------- | -------- | ------- | ------------ | ----- | ---------- | -------------------- | ------------- |
| Athlon II X4 600e | C2       | 2200 MHz      | 4 x 512 KiB | N/A      | 2000 MHz | ?x      | ? V          | 45 W  | Socket AM3 | 20 października 2009 | AD600EHDK42GI |
| Athlon II X4 605e | C2       | 2300 MHz      | 4 x 512 KiB | N/A      | 2000 MHz | ?x      | ? V          | 45 W  | Socket AM3 | 20 października 2009 | AD605EHDK42GI |
| Athlon II X4 605e | C3       | 2300 MHz      | 4 x 512 KiB | N/A      | 2000 MHz | ?x      | ? V          | 45 W  | Socket AM3 |                      | AD605EHDK42GM |
| Athlon II X4 620  | C2       | 2600 MHz      | 4 x 512 KiB | N/A      | 2000 MHz | 13x     | 0.925-1.425V | 95 W  | Socket AM3 | 16 września 2009     | ADX620WFK42GI |
| Athlon II X4 630  | C2       | 2800 MHz      | 4 x 512 KiB | N/A      | 2000 MHz | 14x     | 0.925-1.425V | 95 W  | Socket AM3 | 16 września 2009     | ADX630WFK42GI |
| Athlon II X4 630  | C3       | 2800 MHz      | 4 x 512 KiB | N/A      | 2000 MHz | 14x     | 0.925-1.425V | 95 W  | Socket AM3 |                      | ADX630WFK42GM |
| Athlon II X4 635  | C3       | 2900 MHz      | 4 x 512 KiB | N/A      | 2000 MHz | 14,5x   | 0.925-1.425V | 95 W  | Socket AM3 |                      | ADX635WFK42GM |
| Athlon II X4 640  | C3       | 3000 MHz      | 4 x 512 KiB | N/A      | 2000 MHz | 15x     | 0.925-1.425V | 95 W  | Socket AM3 |                      | ADX640WFK42GM |
| Athlon II X4 645  | C3       | 3100 MHz      | 4 x 512 KiB | N/A      | 2000 MHz | 15,5x   | 0.925-1.425V | 95 W  | Socket AM3 |                      | ADX645WFK42GM |

¹ - Thermal Design Power